# Expedition 40
Expedition 40 è la 40ª missione di lunga durata verso la International Space Station (ISS), iniziata a maggio del 2014 e terminata nel settembre 2014.

## Equipaggio
| Ruolo               | Maggio 2014                                | Maggio – Settembre 2014                    |
| ------------------- | ------------------------------------------ | ------------------------------------------ |
| Comandante          | Steven Swanson, NASA Terzo volo            | Steven Swanson, NASA Terzo volo            |
| Ingegnere di volo 1 | Aleksandr Skvorcov, Roscosmos Secondo volo | Aleksandr Skvorcov, Roscosmos Secondo volo |
| Ingegnere di volo 2 | Oleg Artem'ev, Roscosmos Primo volo        | Oleg Artem'ev, Roscosmos Primo volo        |
| Ingegnere di volo 3 |                                            | Maksim Suraev, Roscosmos Secondo volo      |
| Ingegnere di volo 4 |                                            | Gregory Wiseman, NASA Primo volo           |
| Ingegnere di volo 5 |                                            | Alexander Gerst, ESA Primo volo            |

Fonte: ESA